# Викторин (Мюнстерберг и Тропау)
Вижте пояснителната страница за други личности с името Викторин.
Виктор фон Мюнстерберг (на чешки: Viktorín z Minstrberka, Viktorín z Poděbrad, Viktorín Opavský; на немски: Viktorin von Münsterberg, Viktorin von Münsterberg und Troppau, Viktorin von Podiebrad; * 29 май 1443, Чешин, † 30 август 1500, Чешин) от род Подебради е имперски граф от 1459 г. и граф на Глац. От 1462 г. до смъртта си той е херцог на Мюнстерберг и от 1465 до 1485 г. херцог на Опава (Херцогство Тропау).

## Биография
Той е вторият син на бехемския крал Иржи от Подебради (1420 – 1471) и съпругата му Кунигунда от Щернберг. Името му идва от дядо му Викторин от Подебради. Той е брат на Катерина Подебрадска (1449 – 1464), съпруга на крал Матиаш Унгарски.
През 1463 г. той се жени за Маргарета Птачкова, единствената дъщеря на Хинек Птачек от Пиркщайн. На 27 юли 1469 г. Викторин попада в унгарски плен. След смъртта на баща му и плащане на откуп той е освободен през май 1471 г. През 1472 г. Викторин и братята му си поделят наследството. Същата година умира и съпругата му Маргарета. Две години по-късно, през 1474 г., той се жени за София, дъщеря на херцог Болеслав II от Чешин. След нейната смърт през 1479 г., Викторин се жени през 1480 г. за Елена Маргарета Палеологина от Монферат (1459 – 1496), дъщеря на Джовани IV Палеолог (1413 – 1464), маркграф на Монферат, и Маргарета Савойска (1439 – 1483), дъщеря на херцог Лудвиг Савойски († 1465).
През 1485 г. Матяш Корвин, крал на Унгария и Хърватия, конфискува собствеността на Викторин. Без средства той живее от 1486 г. при дъщеря си Йохана в Чешин.
Викторин умира на 1 август 1500 г. в Чешин. Погребан е в църквата „Свети Дух“ в Тропау.

## Деца
Викторин има децата:
- Йохана (1463 – 1496), омъжена 1480 г. за херцог Казимир II от Чешин († 1528)
- Магдалена († 1497), монахиня в Тшебница
- Анна († 1498)
- Урšула († сл. 1534), от 1529 монахиня в манастир Магдалена в Швебоджице
- Аполония († 1534), първо кларистинка в Стшелин, след това се омъжва за Ерхард от Яуеис
- Лавренций (Вавřинец; † 1503)
- Бартоломей († 1515), херцог на Мюнстерберг и граф на Глац.